# Parti progressiste national (Finlande)
Pour les articles homonymes, voir Parti libéral, Parti progressiste et Parti du progrès.
Le Kansallinen Edistyspuolue (en français : Parti progressiste national) était un parti politique finlandais, de type libéral, créé en 1918.

## Histoire
Le parti a participé aux gouvernements Ingman I, Kaarlo Castrén, Vennola I, Erich, Vennola II, Kallio I, Ingman II, Mantere, Svinhufvud II, Sunila II, Kivimäki, Kallio IV, Cajander III, Ryti I, Ryti II, Rangell, Linkomies, Hackzell, U. Castrén, Paasikivi II, Paasikivi III, Kekkonen I ja Kekkonen II.
Il a cessé d'exister en 1951.

## Organisation
| Présidents, |                 |
| 1918–1928   | Oskari Mantere  |
| 1928–1930   | K. E. Linna     |
| 1930–1931   | W. W. Tuomioja  |
| 1931–1933   | Oskari Mantere  |
| 1933–1943   | A. K. Cajander  |
| 1941–1944   | Eero Rydman     |
| 1945–1947   | Kalle Kauppi    |
| 1947–1950   | Akseli Nikula   |
| 1950–1951   | Heikki Kannisto |

| Secrétaires, |                   |
| 1918–1919    | Urho Toivola      |
| 1919–1920    | T. I. Wuorenrinne |
| 1920–1920    | K. N. Rauhala     |
| 1920–1922    | Y. Vuorentaus     |
| 1922–1922    | Santeri Jehkonen  |
| 1922–1923    | W. W. Tuomioja    |
| 1923–1925    | Hannes Salovaara  |
| 1925–1930    | Jussi Oksanen     |
| 1930–1930    | Erkki Vala        |
| 1930–1932    | Frans Keränen     |
| 1932–1933    | T. Kaukoranta     |
| 1933–1933    | Santeri Jehkonen  |
| 1933–1938    | Olavi Laine       |
| 1938–1941    | Lauri Levämäki    |
| 1941–1944    | Leo Meller        |
| 1944–1944    | Arvo Inkilä       |
| 1945–1946    | Tyko Tarponen     |
| 1946–1949    | Esko Saarinen     |
| 1950–1951    | Osmo Kupiainen    |

## Résultats électoraux
| Année | Députés  | Voix    | Voix    |
| ----- | -------- | ------- | ------- |
| 1919  | 26 / 200 | 123 090 | 12,81 % |
| 1922  | 15 / 200 | 79 676  | 9,21 %  |
| 1924  | 17 / 200 | 79 937  | 9,09 %  |
| 1927  | 10 / 200 | 61 613  | 6,77 %  |
| 1929  | 7 / 200  | 53 301  | 5,60 %  |
| 1930  | 11 / 200 | 65 830  | 5,83 %  |
| 1933  | 11 / 200 | 82 129  | 7,41 %  |
| 1936  | 7 / 200  | 73 654  | 6,28 %  |
| 1939  | 6 / 200  | 62 387  | 4,81 %  |
| 1945  | 9 / 200  | 87 868  | 5,17 %  |
| 1948  | 5 / 200  | 73 444  | 3,91 %  |

| Année | Candidat        | Électeurs | Voix    | Voix    |
| ----- | --------------- | --------- | ------- | ------- |
| 1925  | Risto Ryti      | 33        | 71 199  | 11,45 % |
| 1931  | K. J. Ståhlberg | 50        | 148 430 | 17,74 % |
| 1937  | K. J. Ståhlberg | ?         | 123 355 | 11,09 % |
| 1950  | J. K. Paasikivi | 14        | 75 115  | 4,76 %  |

## Députés
| - Arthur Aspelin (1922–1924) - Juho Astala (1918–1919) - Ilmari Auer (1919–1922, 1924–1927) - Rolf B. Berner (1945–1951) - Helena Brander (1918–1919) - Uuno Brander (1924–1927, 1930–1933) - Aimo Cajander (1929–1943) - Mikko Collan (1919–1920) - Eljas Erkko (1933–1936) - Aleksanteri Fränti (1919–1922, 1934–1936) - Mandi Hannula (1919–1930, 1936–1945) - Eva Heikinheimo (1925–1927) - Taavetti Heimonen (Kans.→1918–1920) - Sulo Heiniö (1933–1936, 1939–1948) - Lassi Hiekkala (1945–1951) - Gabriel Hirvensalo (1922–1924) - Vilho Hirvensalo (1924–1927) - Rudolf Holsti (1922) - August Hämäläinen (1919–1922) - Pekka Toivo Ikonen (1922–1924) - Arvo Inkilä (1933–1938) - Aaro Jaskari (1922–1925) - Emil Jatkola (1930–1933) - Jalmari Jyske (1919–1921, 1924–1927, 1930–1933) - Teuvo Kaitila (Nuors.→1918–1919) - Heikki Kannisto (1933–1936, 1945–1951→KP) - Heikki Karjalainen (1927–1929) - Irma Karvikko (1948–1951→KP) - Juho Kaskinen (1919–1922, 1930-1932) - Kalle Kauppi (1943–1951) - Matti Kekki (1919–1922) - Arvo Ketonen (1939–1945) - Kaaperi Kivialho (1923–1924) - Toivo Kivimäki (1922, 1924–1927, 1929–1940) - Rope Kojonen (1919–1922) - Arvi Kontu (1919–1922) - Ensio Kytömaa (1945–1948) - Augusta Laine (Nuors.→1918–1919, 1922) - Eemil Linna (Nuors.→1918–1930) - Hugo Linna (Nuors.→1918–1919) | - Johannes Lundson (Nuors.→1918-1919) - Alpo Luostarinen (1922–1927) - Oskari Mantere (1919–1939) - Väinö Merivirta (1935–1936) - Herman Niittynen (1919) - Akseli Nikula (1940-1945) - Tatu Nissinen (1920–1922) - Hulda Nordenstreng (1929–1930) - Antti Penttilä (1922–1924) - Otto Pesonen (1919) - Albin Pulkkinen (1922–1924) - Erkki Pullinen (1918–1919, 1922–1927) - Heikki Ritavuori (1919–1922) - Kustaa Ruuskanen (1919–1922) - Eero Rydman (1927–1929, 1933–1936) - Risto Ryti (1919–1929) - Bruno Sarlin (1919–1920, 1930–1936, 1945–1948) - Aarne Sihvo (1919–1920) - Elias Sinkko (...1918–1922, 1927–1929) - Mikael Soininen (...1919–1922) - Kaarlo Juho Ståhlberg (...1918, 1930–1933) - Yrjö Suontausta (1945–1947) - Helena Syrjälä-Eskola (1936–1939, 1940–1945) - Wille Särkkä (...1918–1929, 1930–1936) - Vili Taskinen (...1919, 1920–1922) - Sulo Teittinen (1939–1948) - Paul Thuneberg (...1918–1919) - Juhana Toiviainen (...1918–1919) - Urho Toivola (1933–1936) - Juho Torppa (...1919–1922...) - Walto Tuomioja (1924–1929, 1930–1931) - Toivo Tyrni (1933–1935, 1947–1948) - Hannes Valkama (1924–1927( - Matti Valkonen (1919–1922) - Eemil Vekara (...1918–1919) - Juho Vennola (1919–1930) - Matti Viljanen (1924–1927) - Hilja Vilkemaa (1920–1922) - Kaarlo Vuokoski (1918–1922, 1924–1927) |